# Diócesis de Roda

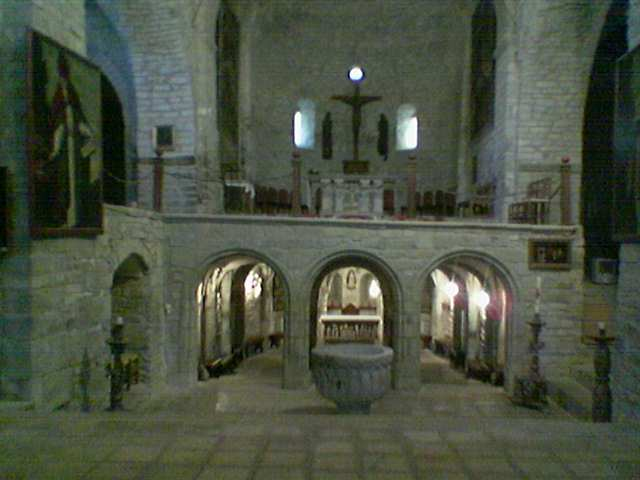
Cripta de la catedral de Roda, caracterizada por encontrarse descubierta. Sobre ella, el altar, elevado por tres arcos de medio punto.

La diócesis de Roda fue una sede episcopal aragonesa que fue establecida en el siglo X en la catedral de San Vicente de Roda de Isábena (Ribagorza, provincia de Huesca).

## Historia

### Iglesia carolingia
El establecimiento de enclaves militares francos a principios del siglo IX, dio lugar a la creación de los condados cristianos de Sobrarbe (800), Ribagorza (806) y Aragón (830), creándose una iglesia de inspiración carolingia a la que se encargó la cristianización y la estructuración socioeconómica de los valles altoaragoneses. La estructuración eclesiástica en los condados de Aragón y Sobrarbe se hizo de espaldas al obispo mozárabe de Huesca por la dificultad de la comunicación, pero en el condado de Ribagorza se procuró contactar con el obispo de Urgel por precepto real de Luis el Piadoso desde 814, hasta que la evolución política del condado propició la independencia eclesiástica con la creación por el conde Bernardo Unifredo (913-950) de una nueva diócesis con sede en Roda.

### Iglesia de la Reconquista
Tras la destrucción de la iglesia carolingia a finales del siglo X por la sucesivas incursiones de Almanzor (hacia 999) y de su hijo Al-Malik (hacia 1006), el rey Sancho III de Pamplona (1004-1025) y su hijo Ramiro I (1025-1064), primer rey de Aragón, reformaron la liturgia con la implantación de la romana que sustituía tanto a la carolingia como a la mozárabe, los monasterios fueron puestos bajo la regla benedictina según las normas de Cluny y se construyó una iglesia aragonesa para apoyar la reconquista. 
La conquista y repoblación de la marca superior aragonesa fue posible gracias a una fuerte inmigración europea. Entre dicha inmigración figuraba mucho clero extranjero que ocupaba los altos cargos eclesiásticos y obtenía la preferencia del rey, lo que pronto despertó el recelo del clero indígena y parte del seniorado aragonés, creándose dos bandos antagonistas.
El bando indígena fue capitaneado por el obispo infante García de Jaca (hermano del rey Sancho Ramírez de Aragón) y el extranjerizante por el obispo Ramón Dalmacio de Roda (1077-1094). Derrotado el obispo infante se planeó por el bando vencedor, apoyado por los legados pontificios y ante la inminencia de la conquista de Barbastro y Huesca, el traslado de la sede de Roda a Barbastro con jurisdicción sobre la zona entre los ríos Alcanadre y Cinca.
En el año 1100, Poncio de Roda (1097-1104) consagrado obispo de Roda por el Papa Urbano II, de acuerdo con el plan traslado su sede a Barbastro tras la conquista de esta ciudad.
Tras la conquista de Huesca en 1096, el obispo Pedro de Jaca (1087-1099) se había apresurado a tomar posesión de la catedral oscense y su sucesor, el intrépido obispo Esteban de Huesca-Jaca (1099-1130) intentó recuperar, en franca rebeldía contra la Santa Sede, la zona entre el Alcanadre y el Cinca.
Con el nuevo rey Alfonso I de Aragón (1104-1134) el partido indigenista y el obispo Esteban obtenían el favor del rey perdido en tiempos del obispo infante García de Jaca, victoria que se tradujo en una acción conjunta del rey, el obispo Esteban y los nobles barbastrenses que, de común acuerdo, expulsaron violentamente de Barbastro al obispo Ramón Guillermo (1104-1126), conocido como San Ramón de Roda, reduciéndolo a la sola sede de Roda e incorporando a Huesca las tierras entre el Alcanadre y el Cinca.
La diócesis rotense se trasladó a su nueva sede de Lérida tras su conquista en 1148, lo que implicó la paulatina desaparición de la apartada sede ribagorzana, si bien la iglesia de Roda de Isábena conservó el título de sede catedralicia y un capítulo catedralicio de ocho miembros bajo la dirección de un prior. 
Implicó también la anexión a la diócesis de Lérida de las comarcas de Ribagorza, la Litera y la ribera del Cinca.

### Edad Media
Gracias a una carta del antiguo obispo de Roda Salomón, retirado en el monasterio de Ripoll, dirigida al rey Pedro I y al obispo vigente de la diócesis entre el 1095 y el 1096 llamado Lupo, conocemos los límites de la diócesis ribagorzana durante su pontificado entre el 1068 y el 1074. Desde el río Noguera hasta el Cinca y desde Benasque hasta Benabarre y teniendo sus límites orientales con la diócesis pamplonesa.

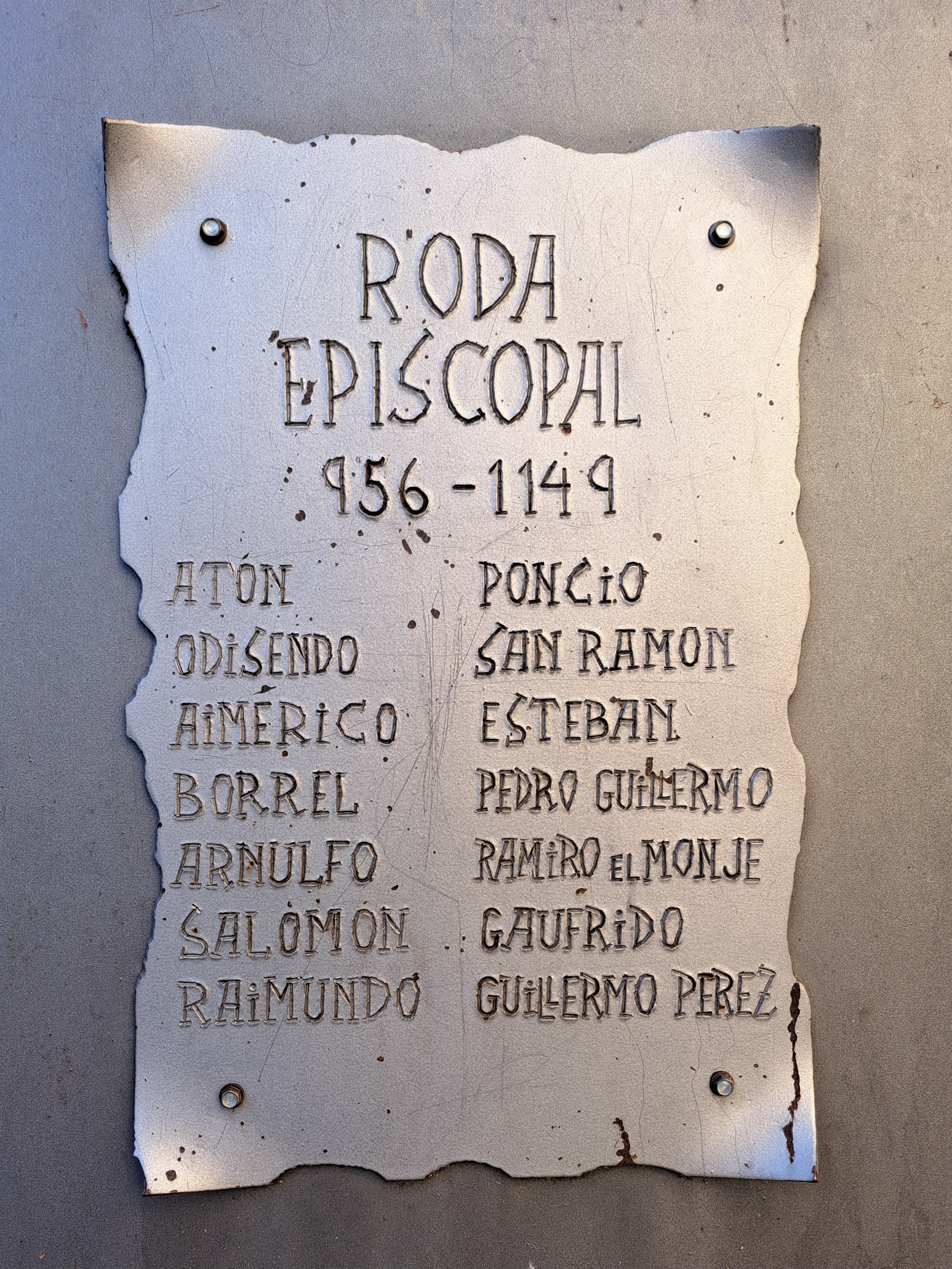
Cartela ubicada en la Catedral de San Vicente de Roda de Isábena con una lista de los obispos de la diócesis.

En el siglo XIV Roda perdió definitivamente el carácter de sede episcopal, y el que permanecía de la antigua sede fue dado a Lérida, quedando allí sólo un priorato con dominio sobre una parte de las tierras y parroquias del alrededor. Convertida en canónica, a mediados del siglo XIX perdió la comunidad y pasó a ser una parroquia más de la diócesis de Lérida.
Su territorio inicial coincidía con el del condado de Pallars y Ribagorza, que comprendía la parte no sumisa a los moros de las comarcas de la Alta Ribagorza, Baja Ribagorza, Pallars Jussá y Pallars Sobirá, y se llegó a extender hasta el Sobrarbe. Ahora bien, las constantes disputas a lo largo de los años fueron recortando su (en principio) extensa región. Así, la diócesis de Urgel pronto se amparó de la casi totalidad de los dos Pallars, y más tarde del Valle de Bohí y el valle de Barrabés, y en 1040 una parte del Sobrarbe, con el valle de Gistaín, fue unida a Huesca. El 1203, a raíz del traslado a Lérida, la zona de Barbastro, la Barbatania, también fue anexionada a Huesca.
En 1573 se separó el arciprestazgo de Benasque, que fue unido a la diócesis de nueva creación de Barbastro, de manera que la parte de la diócesis de Lérida que procedía de la antigua diócesis de Roda fue quedando reducida a una franja que recorría hacia el norte el río Noguera Ribagorzana. Finalmente, la casi totalidad de esta antigua diócesis fue traspasada a la diócesis de Barbastro-Monzón actual, quedando como único residuo de esta diócesis una serie de parroquias (hoy en día la mayoría cerradas y en desuso) que pertenecían a la diócesis de Lérida, pero quedan tan lejos de su sede de diócesis, que son administrados desde el arciprestazgo aragonés al cual pertenecían, arciprestazgo que pertenece actualmente a la diócesis de Barbastro-Monzón.

## Obispos de Roda-Barbastro

### Obispos de Roda (hasta 1100)
| Periodo | Periodo | Nombre                |
| ------- | ------- | --------------------- |
| Inicio  | Fin     | Obispo                |
| 887     | 922     | Adulfo                |
| 923     | 955     | Atón                  |
| 955     | 975     | Odisendo de Ribagorza |
| 988     | 991     | Aimerico              |
| 996     |         | Jacobo                |
| 1006    | 1015    | Aimerico II           |
| 1017    | 1019    | Borrell               |
| 1023    | 1067    | Arnulfo I             |
| 1068    | 1075    | Salomón               |
| 1075    | 1076    | Arnulfo II            |
| 1076    | 1094    | Pedro Ramón Dalmacio  |
| 1094    | 1096    | Lupo                  |
| 1097    | 1100    | Poncio de Roda        |

### Obispos de Barbastro-Roda (1101-1149)
| Periodo | Periodo | Nombre             |
| ------- | ------- | ------------------ |
| Inicio  | Fin     | Obispo             |
| 1100    | 1104    | San Poncio de Roda |
| 1104    | 1126    | San Ramón de Roda  |
| 1126    | 1130    | Esteban de Huesca  |
| 1130    | 1134    | Pedro Guillén      |
| 1134    |         | Ramiro el Monje    |
| 1135    | 1143    | Gaufredo           |
| 1143    | 1149    | Guillermo Pérez    |

## Diócesis titular
Desde 1969 es diócesis titular conocida como sede titular de Rota o Rotensis y han tenido el título de obispo titular de Rota los siguientes prelados:
- Gabriel Marie Étienne Vanel (1971-1985)
- Guy Étienne Germain Gaucher (1987-2014)
- Joël Michel Marie Luc Mercier (desde 2015)